# Berenika Kołomycka
Berenika Kołomycka (ur. 1983) – polska rysowniczka komiksów.

## Działalność
Absolwentka Wydziału Rzeźby Akademii Sztuk Pięknych w Warszawie. Autorka serii komiksów dla dzieci Malutki Lisek i Wielki Dzik oraz albumów Wykolejeniec (scenariusz: Grzegorz Janusz) i Tej nocy dzika paprotka (scenariusz: Marzena Sowa). Laureatka Grand Prix na Międzynarodowym Festiwalu Komiksu i Gier w Łodzi w roku 2011 za komiks O psie, który czuł się człowiekiem (scenariusz: Michał Narożnik). Publikowała m.in. w magazynach „Chimera”, „Maszin”, Wprost, „Zeszyty Komiksowe”.

### Wydania indywidualne
- 2010 – Wykolejeniec, scenariusz: Grzegorz Janusz, Taurus Media
- 2013 – Tej nocy dzika paprotka, scenariusz: Marzena Sowa, Centrala
- 2015 – Malutki Lisek i Wielki Dzik. Tam, Egmont Polska[3]
- 2016 – Malutki Lisek i Wielki Dzik. Najdalej, Egmont Polska
- 2017 – Malutki Lisek i Wielki Dzik. Świt, Egmont Polska
- 2018 – Malutki Lisek i Wielki Dzik. Tamtędy, Egmont Polska
- 2018 – Dwa małe wilczki, timof comics, Polskie Stowarzyszenie Komiksowe
- 2018 – That Night, a Monster..., scenariusz: Marzena Sowa, ODOD Books
- 2019 – Malutki Lisek i Wielki Dzik. Huk, Egmont Polska
- 2020 – Malutki Lisek i Wielki Dzik. Okropieństwo, Egmont Polska
- 2021 – Malutki Lisek i Wielki Dzik. Porządki, Egmont Polska
- 2022 – Malutki Lisek i Wielki Dzik. Trzy słowa, Egmont Polska
- 2024 – Malutki Lisek i Wielki Dzik. Niezwykłość, Egmont Polska

### Wydania zbiorowe (wybór)
- 2007 – 44 - Antologia komiksu, Muzeum Powstania Warszawskiego
- 2008 – City Stories. Rekonstrukcja, Łódzki Dom Kultury
- 2009 – W sąsiednich kadrach. Polacy i Czesi o sobie w komiksie, Centrala
- 2012 – Polski komiks kobiecy, „timof comics”[4]
- 2016 – "Magma. La Bande Dessinée Polonaise contemporaine", wyd. BWA Jelenia Góra
- 2018 – 100 na 100. Antologia komiksu na stulecie odzyskania niepodległości, WSiP
- 2019 – W głowie tłumaczy, Kultura Gniewu, Instytut Kultury Miejskiej
- 2019 – "La bande dessinée polonaise au SoBD à Paris", wyd. BWA Jelenia Góra

## Wystawy (wybór)
- 2012 – "Berenika Kołomycka. Monografia", Centralne Muzeum Włókiennictwa w Łodzi
- 2013 – "Poles Apart. New Polish Comics & Graphic Novels", Central Saint Martins College of Art and Design, Londyn
- 2016 – "Magma. La Bande Dessinée Polonaise contemporaine", Lieu d’Europe, Strasbulles – Festival Européen de la Bande Dessinée, Strasbourg
- 2017 – "Komiksowa Polska", Stockholm International Comics Festival[5]
- 2018 – "Teraz komiks!", Muzeum Narodowe w Krakowie
- 2019 – "Komiks polski na SoBD w Paryżu", Le Salon de la BD à Paris 2019[6]
- 2020 – "Slovo a obraz. Súčasný poľský komiks", Instytut Polski w Bratysławie[7]
- 2020/2021 – "Польский комикс на фестивале «КомМиссия» в Москве", Moskwa[8]
- 2022 – "La bande dessinée polonaise au Festival d'Angoulême", Angoulême[9]
- 2022 – "La bande dessinée polonaise à la Fête de la BD à Bruxelles", Bruksela[10]